# تاكوتو هاشيموتو
تاكوتو هاشيموتو (باليابانية: 橋本 拓門) (مواليد 11 أبريل 1991)، هو لاعب كرة قدم ياباني سابق كان يلعب كلاعب وسط.

## وصلات خارجية
- تاكوتو هاشيموتو على موقع رابطة كرة القدم اليابانية للمحترفين (اليابانية)
- تاكوتو هاشيموتو على موقع قاعدة بيانات كرة القدم.إي يو (الإنجليزية)
- تاكوتو هاشيموتو على موقع Soccerway.com (الإنجليزية)